# Mago Barkas
Mago Barkas född 243, död 203 f.Kr., var tredje sonen till Hamilkar Barkas. Mago spelade en av huvudrollerna under det andra puniska kriget. Tillsammans med sin äldre bror Hannibal stred han mot romarna bland annat i slaget vid Trebia och slaget vid Cannae.